# Califato ¾
Califato ¾ es una banda de Nuevo flamenco originaria de Andalucía, en España, cuyas canciones mezclan elementos de la tradición musical andaluza con géneros modernos como el rock, la electrónica y el punk. Ellos mismos han denominado su estilo como «folclore futurista».
En sus canciones hacen muchas referencias a su tierra natal, y tienen una notable tendencia andalucista, reinventando la cultura e idiosincrasia flamenca desde una perspectiva «respetuosa a la vez que irreverente». Las letras de sus canciones, así como los títulos, están escritos en Êttandâ pal andalûh. Estas ideas quedaron plasmadas en un manifiesto publicado por el grupo.

## Biografía
Comenzó como un grupo de conocidos interesados en la música, y particularmente en la fusión de música folclórica con electrónica. De unas vacaciones juntos en una casa de campo en Aznalcóllar, volvieron con seis temas que reunieron en lo que posteriormente sería su primer EP, L’ambôccá (2018). Tras ello, publicaron el álbum con el sello discográfico (y colectivo) Breaking Bass Records, con sede en Sevilla, y se unieron formalmente como grupo. 
La música de Califato ¾ amalgama características del reggae, la música psicodélica, la electrónica, el hip hop, las sevillanas y demás folclore, y hasta de las marchas procesionales de la Semana Santa andaluza. Sus canciones incluyen numerosas referencias culturales, desde los silbidos western de Kurt Savoy, a Genesis P-Orridge y found sounds como el ruido de un mechero o hielos vertiéndose en un cubata; según ellos «es la ausencia de prejuicios por mezclarlo todo. No existe alta cultura o baja cultura, es todo junto. Y todo son referentes. Nosotros reivindicamos eso».
El nombre Califato ¾ tiene que ver con la tradición e historia andaluzas. «Califato» guarda relación con el pasado andalusí, además de que entre ellos apodaron a Chaparro, cantante del grupo, con el mote de califa cuando se dejó las barbas largas. El compás de ¾ (pronunciado 'tres por cuatro', no 'tres cuartos') es uno de los compases del flamenco, junto con el 6/8 y el 12/8.
En 2020 se anunciaron como parte del line-up de los festivales BBK (Bilbao), Sònar (Barcelona) y Sound Isidro (Madrid), antes de que la pandemia por coronavirus los cancelase. Su último disco, Êcclabô de Libertá, fue publicado el 29 de febrero de 2024.

## Miembros

### Formación actual
- 'The Gardener' Manuel Chaparro, voz

- 'Esteban Bove' Esteban Espada, bajo

- 'Serokah' Sergio Ruiz, teclados

- 'Bazofia' Lorenzo Soria, electrónica

- Guille Iniesta, guitarra flamenca y músico de directo

- 'Digital Diógenes' Diego Caro, proyecciones

- Sebastián Orellana, voz y guitarra

- María José Luna, voz

### Miembros anteriores
- 'S Curro', Curro Morales, guitarra y voz

- Rosana Pappalardo, voz

## Discografía

### Álbumes
- L’ambôccá (2018)
- Puerta de la Cânne (2019)
- La Contraçeña (2021)
- Êcclabô de Libertá (2024)

### EPs y remezclas
- En bûcca y câttura, EP (2020)
- Ruina, EP (2020)
- La Contraçeña (Remîççê Bol.I) (2022)
- La Contraçeña (Remîççê Bol.II) (2022)
- Lola, EP (2023)
- No me daba cuenta, EP (2024)

### Sencillos
- Camino de Aghmat (2019)
- Buleríâ del aire acondiçionao (2019)
- Fandangô de Carmen Porter (2020)
- Çambra del Huebê Çanto (2020)
- La bía en roça (2021)
- Te quiero y lo çabê (2021)
- No înno de Andaluçia (2021)
- Lô amantê de Çan Pablo (2022)
- Libre çoy (2024)

## Giras musicales

### Êcclabô de Libertá Tour 2024
| Fecha                    | Ciudad           | Lugar                            | Notas |
| ------------------------ | ---------------- | -------------------------------- | --- |
| 3 de marzo de 2024       | Sevilla          | Cartuja Center CITE              | Agotado |
| 15 de marzo de 2024      | Barcelona        | Sala Apolo                       | Agotado |
| 16 de marzo de 2024      | Madrid           | Live Las Ventas                  | |
| 27 de abril de 2024      | Marinaleda       | Pabellón Municipal de Marinaleda | Concierto incluido en el Festival por la Paz de Marinaleda. Inicialmente previsto para el 30 de marzo, pero aplazado debido a causas meteorológicas. |
| 7 de agosto de 2024      | Aranda de Duero  | Sonoraba Ribera                  | Concierto incluido en el festival Sonorama Ribera 2024.                                                                                              |
| 1 de septiembre de 2024  | Pamplona         | Sala Zentral                     | Concierto incluido en el festival Flamenco on Fire 2024.                                                                                             |
| 23 de septiembre de 2024 | Barcelona        | La Mercé                         | Concierto incluido en la programación de La Mercé.                                                                                                   |
| 27 de septiembre de 2024 | Alhama de Murcia | Estadio José Kubala              | Concierto incluido en la Semana Flamenca 2024. |
| 5 de octubre de 2024     | Valencia         | Festador Fest                    | Concierto incluido en el festival Festardor Fest 2024.                                                                                               |
| 12 de octubre de 2024    | Arrecife         | Arrecife en Vivo                 | Concierto incluido en el festival Arrecife en Vivo 2024.                                                                                             |
| 18 de octubre de 2024    | Almería          | Berlín Social Club               | |
| 19 de octubre de 2024    | Córdoba          | Sala Impala                      | |
| 26 de octubre de 2024    | Granada          | Sala Industrial Copera           | |
| 31 de octubre de 2024    | Zaragoza         | Oasis Club Teatro                | |
| 1 de noviembre de 2024   | Vitoria          | Sala Jimmy Jazz Gasteiz          | |
| 2 de noviembre de 2024   | Burgos           | Sala Andén 56                    | |
| 23 de noviembre de 2024  | Málaga           | Sala París 15                    | |
| Diciembre de 2024        | Guadalajara      | Feria Internacional del Libro    | Concierto incluido en la programación de la Feria Internacional del Libro                                                                            |
| 7 de febrero de 2025     | Bilbao           | Kafe Antzokia                    | |
| 8 de febrero de 2025     | Gijón            | Teatro Albéniz Gijón             | |